# Campeonato Mundial de Ginástica Acrobática de 1974
O 1º Campeonato Mundial de Ginástica Acrobática foi organizado pela Federação Internacional de Ginástica nos dias 12 a 15 de junho de 1974, em Moscou, na União Soviética. Foram disputados 21 eventos nas categorias feminino, masculino e misto.

## Resultados

### Saltos acrobáticos masculinos
Os resultados finais foram os seguintes.
Geral
| Posição           | Ginasta          | Nacionalidade   | Pontos |
| ----------------- | ---------------- | --------------- | ------ |
| Medalha de ouro   | Yuri Zikunov     | União Soviética | 38,96  |
| Medalha de prata  | Vasily Skakun    | União Soviética | 38,85  |
| Medalha de bronze | Lyubomir Angelov | Bulgária        | 38,02  |

Primeiro exercício
| Posição           | Ginasta          | Nacionalidade   | Pontos |
| ----------------- | ---------------- | --------------- | ------ |
| Medalha de ouro   | Vasily Skakun    | União Soviética | 19,42  |
| Medalha de prata  | Yuri Zikunov     | União Soviética | 19,00  |
| Medalha de bronze | Lyubomir Angelov | Bulgária        | 18,56  |

Segundo exercício
| Posição           | Ginasta          | Nacionalidade   | Pontos |
| ----------------- | ---------------- | --------------- | ------ |
| Medalha de ouro   | Vasily Skakun    | União Soviética | 19,66  |
| Medalha de prata  | Lyubomir Angelov | Bulgária        | 19,09  |
| Medalha de bronze | Nikolai Mikhov   | Bulgária        | 18,86  |

### Pares masculinos
Os resultados finais foram os seguintes.
Geral
| Posição           | Equipe                              | Nacionalidade      | Pontos |
| ----------------- | ----------------------------------- | ------------------ | ------ |
| Medalha de ouro   | Vladimir Alimanov, Vladimir Nazarov | União Soviética    | 38,56  |
| Medalha de prata  | Kirill Kirov, Dragomir Draganov     | Bulgária           | 37,63  |
| Medalha de bronze | Josef Baumann, Peter Landgraf       | Alemanha Ocidental | 36,55  |

Primeiro exercício
| Posição           | Equipe                              | Nacionalidade      | Pontos |
| ----------------- | ----------------------------------- | ------------------ | ------ |
| Medalha de ouro   | Vladimir Alimanov, Vladimir Nazarov | União Soviética    | 19,16  |
| Medalha de prata  | Kirill Kirov, Dragomir Draganov     | Bulgária           | 19,00  |
| Medalha de bronze | Fritz Berner, Knut Behringer        | Alemanha Ocidental | 18,82  |

Segundo exercício
| Posição           | Equipe                                       | Nacionalidade   | Pontos |
| ----------------- | -------------------------------------------- | --------------- | ------ |
| Medalha de ouro   | Vladimir Alimanov, Vladimir Nazarov          | União Soviética | 19,20  |
| Medalha de prata  | lawomir Kielobasiński, Krzysztof Olędrzynski | Polónia         | 18,49  |
| Medalha de bronze | Kirill Kirov, Dragomir Draganov              | Bulgária        | 18,19  |

### Grupo masculino
Os resultados finais foram os seguintes.
Geral
| Posição           | Equipe                                                                | Nacionalidade      | Pontos |
| ----------------- | --------------------------------------------------------------------- | ------------------ | ------ |
| Medalha de ouro   | Yuri Zolotov, Shamil Vildanov, Alexander Makarov, Vladimir Slepokurov | União Soviética    | 38,46  |
| Medalha de prata  | Dimitar Dimitrov, Vicho Kolev, Yuri Injov, Gencho Semenov             | Bulgária           | 36,99  |
| Medalha de bronze | kurt Gröger, Georg Benz, Karl-Heinz Krautwurst, Alexander Küst        | Alemanha Ocidental | 28,09  |

Primeiro exercício
| Posição           | Equipe                                                                | Nacionalidade   | Pontos |
| ----------------- | --------------------------------------------------------------------- | --------------- | ------ |
| Medalha de ouro   | Yuri Zolotov, Shamil Vildanov, Alexander Makarov, Vladimir Slepokurov | União Soviética | 19,16  |
| Medalha de prata  | Dimitar Dimitrov, Vicho Kolev, Yuri Injov, Gencho Semenov             | Bulgária        | 18,26  |
| Medalha de bronze | Béla Zatrok, Miklós Sándor, Ferenc Piller, Josef Csáky                | Hungria         | 17,03  |

Segundo exercício
| Posição           | Equipe                                                                | Nacionalidade      | Pontos |
| ----------------- | --------------------------------------------------------------------- | ------------------ | ------ |
| Medalha de ouro   | Yuri Zolotov, Shamil Vildanov, Alexander Makarov, Vladimir Slepokurov | União Soviética    | 18,99  |
| Medalha de prata  | Dimitar Dimitrov, Vicho Kolev, Yuri Injov, Gencho Semenov             | Bulgária           | 18,76  |
| Medalha de bronze | Kurt Gröger, Georg Benz, Karl-Heinz Krautwurst, Alexander Küst        | Alemanha Ocidental | 17,03  |

### Saltos acrobáticos femininos
Os resultados finais foram os seguintes.
Geral
| Posição           | Ginasta                    | Nacionalidade   | Pontos |
| ----------------- | -------------------------- | --------------- | ------ |
| Medalha de ouro   | Nadezhda Masloboyshchikova | União Soviética | 39,02  |
| Medalha de prata  | Natália Timofeeva          | União Soviética | 38,32  |
| Medalha de bronze | Vânia Vasilyeva            | Bulgária        | 37,05  |

Primeiro exercício
| Posição           | Ginasta                    | Nacionalidade   | Pontos |
| ----------------- | -------------------------- | --------------- | ------ |
| Medalha de ouro   | Nadezhda Masloboyshchikova | União Soviética | 19,49  |
| Medalha de prata  | Timofeeva Natalia          | União Soviética | 18,66  |
| Medalha de bronze | Elštėta Krzepkowska        | Polónia         | 18,16  |

Segundo exercício
| Posição           | Ginasta                    | Nacionalidade   | Pontos |
| ----------------- | -------------------------- | --------------- | ------ |
| Medalha de ouro   | Nadezhda Masloboyshchikova | União Soviética | 19,56  |
| Medalha de prata  | Vânia Vasilyeva            | Bulgária        | 18,76  |
| Medalha de bronze | Donis Tenney               | Estados Unidos  | 18,43  |

### Pares femininos
Os resultados finais foram os seguintes.
Geral
| Posição           | Equipe                              | Nacionalidade   | Pontos |
| ----------------- | ----------------------------------- | --------------- | ------ |
| Medalha de ouro   | Stefka Spasova, Kalinka Lecheva     | Bulgária        | 37,72  |
| Medalha de prata  | Barbara Adach, Małgorzata Lichomska | Polónia         | 37,55  |
| Medalha de bronze | Vera Zelepukina, Tatyana Burlakova  | União Soviética | 37,38  |

Primeiro exercício
| Posição           | Equipe                              | Nacionalidade      | Pontos |
| ----------------- | ----------------------------------- | ------------------ | ------ |
| Medalha de ouro   | Stefka Spasova, Kalinka Lecheva     | Bulgária           | 19,00  |
| Medalha de prata  | Doris Jung, Karin Jung              | Alemanha Ocidental | 18,93  |
| Medalha de bronze | Barbara Adach, Małgorzata Lichomska | Polónia            | 18,92  |

Segundo exercício
| Posição           | Equipe                              | Nacionalidade   | Pontos |
| ----------------- | ----------------------------------- | --------------- | ------ |
| Medalha de ouro   | Stefka Spasova, Kalinka Lecheva     | Bulgária        | 18,99  |
| Medalha de prata  | Vera Zelepukina, Tatyana Burlakova  | União Soviética | 18,86  |
| Medalha de bronze | Barbara Adach, Małgorzata Lichomska | Polónia         | 18,76  |

### Grupo feminino
Os resultados finais foram os seguintes.
Geral
| Posição           | Equipe                                               | Nacionalidade   | Pontos |
| ----------------- | ---------------------------------------------------- | --------------- | ------ |
| Medalha de ouro   | Tamara Dubrovina, Lyudmila Gulyaeva, Tatyana Sablina | União Soviética | 38,29  |
| Medalha de prata  | Sofia Jablonska, Barbara Katsiszak, Anna Yazhebczyk  | Polónia         | 37,96  |
| Medalha de bronze | Yanka Stefanova, Aneta Irdanova, Tatyana Spasova     | Bulgária        | 37,12  |

Primeiro exercício
| Posição           | Equipe                                               | Nacionalidade   | Pontos |
| ----------------- | ---------------------------------------------------- | --------------- | ------ |
| Medalha de ouro   | Tamara Dubrovina, Lyudmila Gulyaeva, Tatyana Sablina | União Soviética | 19,06  |
| Medalha de prata  | Sofia Jablonska, Barbara Katsiszak, Anna Yazhebczyk  | Polónia         | 18,96  |
| Medalha de bronze | Yanka Stefanova, Aneta Irdanova, Tatyana Spasova     | Bulgária        | 18,49  |

Segundo exercício
| Posição           | Equipe                                               | Nacionalidade   | Pontos |
| ----------------- | ---------------------------------------------------- | --------------- | ------ |
| Medalha de ouro   | Tamara Dubrovina, Lyudmila Gulyaeva, Tatyana Sablina | União Soviética | 19,06  |
| Medalha de prata  | Sofia Jablonska, Barbara Katsiszak, Anna Yazhebczyk  | Polónia         | 19,06  |
| Medalha de bronze | Yanka Stefanova, Aneta Irdanova, Tatyana Spasova     | Bulgária        | 18,53  |

### Pares mistos
Os resultados finais foram os seguintes.
Geral
| Posição           | Equipe                            | Nacionalidade   | Pontos |
| ----------------- | --------------------------------- | --------------- | ------ |
| Medalha de ouro   | Galina Savelyeva, Yuri Savelyev   | União Soviética | 39,02  |
| Medalha de prata  | Aishe Mustafova, Rusko Kharizanov | Bulgária        | 37,95  |
| Medalha de bronze | Teresa Pszola, J. Radon           | Polónia         | 37,52  |

Primeiro exercício
| Posição           | Equipe                            | Nacionalidade   | Pontos |
| ----------------- | --------------------------------- | --------------- | ------ |
| Medalha de ouro   | Galina Savelyeva, Yuri Savelyev   | União Soviética | 19,63  |
| Medalha de prata  | Aishe Mustafova, Rusko Kharizanov | Bulgária        | 19,06  |
| Medalha de bronze | Teresa Pszola, J. Radon           | Polónia         | 18,66  |

Segundo exercício
| Posição           | Equipe                            | Nacionalidade   | Pontos |
| ----------------- | --------------------------------- | --------------- | ------ |
| Medalha de ouro   | Galina Savelyeva, Yuri Savelyev   | União Soviética | 19,63  |
| Medalha de prata  | Aishe Mustafova, Rusko Kharizanov | Bulgária        | 18,92  |
| Medalha de bronze | Teresa Pszola, J. Radon           | Polónia         | 18,92  |